# Carol van Driel-Murray
Carol van Driel-Murray, in der Literatur oft auch verkürzend C. van Driel-Murray, geborene Carol Murray (* 20. Mai 1950 in Isleworth/London Borough of Hounslow), ist eine britische Provinzialrömische Archäologin, die sich auf die Rolle von Frauen in der römischen Gesellschaft und die Erforschung von römischen und mittelalterlichen Lederartefakten spezialisiert hat.

## Leben
Carol Murray schloss 1971 ein Studium der Archäologie an der University of Liverpool ab. 1974 zog sie in die Niederlande und heiratete dort Govert van Driel. Im selben Jahr begann sie als wissenschaftliche Mitarbeiterin an der Universiteit van Amsterdam.
Carol van Driel-Murray wurde 1982 zur Dozentin an der Amsterdamer Universität befördert. Während sie dort lehrte, wurde van Driel-Murray 1987 an derselben Universität mit der Dissertationsschrift Studies in Leatherwork from Roman Archaeological Sites in North-Western Europe promoviert.
Neben ihrer Lehrtätigkeit organisierte sie 1987 und 1994 die Roman Military Equipment Conference (ROMEC) und gab deren Tagungsbände heraus. Darüber hinaus war sie regelmäßige Teilnehmerin der Theoretical Roman Archaeology Conference (TRAC) und verfasste anlässlich der TRAC 1992 einen einflussreichen Aufsatz, der das Thema Gender in der römischen Archäologie analysierte. Der Herausgeber des Tagungsbandes würdigte den Beitrag als wichtiges Beispiel dafür aufzuzeigen, wie sehr bisher bloße Vermutungen in der römischen Archäologie Fuß gefasst und den Anschein von Tatsachen erweckt hätten. Seit 2001 ist sie an einem ständigen Ausschuss der TRAC zur Kontrolle der Konferenzen beteiligt.
Als ausgewiesene Spezialistin für Leder war sie auch an internationalen Kooperationen beteiligt. So arbeitete sie in Deutschland schon früh mit Michael Gechter an Funden aus der Nähe des Legionslagers Bonn und später mit Hans-Heinz Hartmann an solchen aus dem Ostkastell Welzheim.
2015 als Assistenzprofessorin an die Universität Leiden berufen, wurde sie 2018 emeritiert.
2018 gab der Oxforder Oxbow Verlag eine Festschrift zu ihren Ehren heraus.

## Schriften (Auswahl)
- mit Michael Gechter: Funde aus der fabrica der legio I Minervia am Bonner Berg. In: Archäologie des römischen Rheinlands. Band 4 (= Rheinische Ausgrabungen. Band 23). Rheinland Verlag, Köln 1984, S. 1–83.
- Studies in Leatherwork from Roman Archaeological Sites in North-Western Europe. AIO, Amsterdam 1987 (Dissertation, ungedruckt).
- mit John Peter Wild, Mark Seaward und Jennifer Hillam: Early Wooden Forts, Preliminary reports on the Leather, Textiles, Environmental Evidence and Dendrochronology (= Vindolanda Research Reports. New Series, Band 3). Roman Army Museum, Greenhead 1993, ISBN 1-873136-40-4 (online).
- (Hrsg.): Military equipment in context. Proceedings of the Ninth International Roman Military Equipment Conference, held at Leiden, the Netherlands, 15th–17th September 1994. Oxbow, Oxford 1996, ISBN 1-900188-19-8.
- (Hrsg.): Roman military equipment. Experiment and reality. Proceedings of the ninth international Roman Military Equipment Conference, held at Leiden, The Netherlands, 15th–17th September 1994 (part 2). Oxbow, Oxford 1996, ISBN 1-900188-24-4.
- mit Hans-Heinz Hartmann: Das Ostkastell von Welzheim, Rems-Murr-Kreis (= Forschungen und Berichte zur Vor- und Frühgeschichte in Baden-Württemberg. Band 42). Theiss, Stuttgart 1999, ISBN 3-8062-1077-2 (darin: S. 7–114: Die römischen Lederfunde).
- Vindolanda and the Dating of Roman Footwear. In: Britannia. Band 32, 2001, S. 185–197.